# Eduardo Vargas
Eduardo Jesús Vargas Rojas (nascut el 20 de novembre de 1989) és un futbolista professional xilè que juga com a davanter pel Queens Park Rangers Football Club de la FA Premier League.